# National Review
National Review je americký konzervativní časopis, zaměřující se na komentáře politických, veřejných a kulturních témat. Časopis byl založen roku 1955 Williamem F. Buckleym Jr.  Jeho současným (2020) šéfredaktorem je Rich Lowry.
Od svého založení hrál časopis významnou roli v rozvoji konzervativního hnutí ve Spojených státech, pomáhal definovat jeho hranice a obhajoval fusionism, zatímco se etabloval jako vedoucí hlas americké pravice.
Online verze časopisu, dříve National Review Online, od roku 2015 pak National Review.com, je redigována Charlesem C. W. Cookem a zahrnuje obsah zdarma i články odlišné od tištěné verze.